# 13681 Monty Python
13681 Monty Python eller 1997 PY1 är en asteroid i huvudbältet som upptäcktes den 7 augusti 1997 av de båda tjeckiska astronomerna Miloš Tichý och Zdeněk Moravec vid Kleť-observatoriet. Den är uppkallad efter humorgruppen Monty Python.
Asteroiden har en diameter på ungefär 6 kilometer den tillhör asteroidgruppen Eos.